# Przewodniczący ZHP
Przewodniczący ZHP – najwyższa funkcja w Związku Harcerstwa Polskiego.
W latach 1919–1950 Przewodniczący ZHP stał na czele Naczelnictwa ZHP, które łączyło:
- Organizację Harcerzy (z Naczelnikiem Harcerzy i Główną Kwaterą Harcerzy),
- Organizację Harcerek (z Naczelniczką Harcerek i Główną Kwaterą Harcerek),
- Organizację Przyjaciół Harcerstwa.

Po latach stalinowskich, na Krajowym Zjeździe Działaczy Harcerskich w 1956 w Łodzi, nie przywrócono odrębnej Organizacji Harcerzy i odrębnej Organizacji Harcerek. Nie przywrócono również funkcji Przewodniczącego ZHP, która łączyła pion męski i żeński w harcerstwie, wybrano natomiast Prezydium Naczelnej Rady Harcerskiej. W latach 1958–1964 najwyższą funkcją w ZHP był Naczelnik Harcerstwa, a następnie w latach 1964–1990 Naczelnik ZHP. Funkcję Przewodniczącego ZHP przywrócono w 1990. Przewodniczący wybierany jest na 4-letnią kadencję przez Zjazd ZHP, a w trakcie kadencji przez Radę Naczelną ZHP.

## Kompetencje Przewodniczącego ZHP
Przewodniczący ZHP:
- stoi na straży jedności, zasad ideowych i tradycji ZHP;
- reprezentuje Związek Harcerstwa Polskiego na zewnątrz w zakresie swoich kompetencji;
- kieruje działalnością Rady Naczelnej ZHP;
- nadaje odznaczenia i tytuły honorowe ZHP, nie zastrzeżone dla innych władz.

Przewodniczący wykonuje swoje zadania przy pomocy wiceprzewodniczących ZHP.

## Przewodniczący ZHP przed II wojną światową
| Lp. | Przewodniczący              |  | Objęcie stanowiska | Opuszczenie stanowiska | Wiceprzewodniczący |
| --- | --------------------------- |  | ------------------ | ---------------------- | --- |
| 1   | dr Tadeusz Strumiłło        |  | 11 czerwca 1919    | 3 lipca 1920           | |
| 2   | gen. broni Józef Haller     |  | 3 lipca 1920       | 4 lutego 1923          | dr hm. Tadeusz Strumiłło 3 VII-31 XII 1920 i od 1 X 1921 ks. hm. Jan Mauersberger 3 VII 1920 phm. Piotr Olewiński 2 I-VI 1921 |
| 3   | ks. hm. Jan Mauersberger    |  | 7 kwietnia 1923    | 10 listopada 1923      | gen. Aleksander Osiński 7 IV 1923 hm. Stanisław Sedlaczek 7 IV 1923 |
| 4   | dr hm. Tadeusz Strumiłło    |  | 10 listopada 1923  | 19 kwietnia 1925       | ks. hm. Jan Mauersberger 10 XI 1923-27 IV 1924 gen. Aleksander Osiński 27 IV 1924 hm. Stanisław Sedlaczek 27 IV 1924 hm. Maria Wocalewska 27 IV 1924                                                                                               |
| 5   | Roman Bniński               |  | 19 kwietnia 1925   | 12 kwietnia 1926       | hm. Stanisław Sedlaczek 19 IV 1925 hm. Maria Wocalewska 19 IV 1925 gen. Aleksander Osiński 25 V 1925 |
| 6   | Józef Konstanty Karśnicki   |  | 12 kwietnia 1926   | 24 kwietnia 1927       | hm. Helena Śliwowska z d. Gepner; 2°- Helena Grażyńska 12 IV 1926 Mirosław Sawicki (adwokat) 12 IV 1926 |
| 7   | ks. hm. RP Jan Mauersberger |  | 24 kwietnia 1927   | 29 grudnia 1929        | hm. Helena Śliwowska 25 IV 1927 Mirosław Sawicki 25 IV 1927 |
| 8   | Władysław Sołtan            |  | 29 grudnia 1929    | 2 lutego 1931          | Mirosław Sawicki 15 IV 1928 hm. Maria Uklejska 15 IV 1928 hm.RP Helena Śliwowska 29 XII 1929 hm. Antoni Olbromski 29 XII 1929 |
| 9   | dr Michał Grażyński         |  | 2 lutego 1931      | 1 września 1939        | hm. RP Helena Śliwowska 2 II 1931-23 V 1936 Tadeusz Kamieński 2 II 1931-1 IV 1932 hm. Marian Wierzbiański 26 V - 1 XI 1936 ks. hm. RP Jan Mauersberger 2 IV 1932-IX 1939 Wanda Opęchowska 1 XI 1936-IX 1939 gen. bryg. dr Józef Zając 21 V-IX 1939 |

## Przewodniczący ZHP w czasie II wojny światowej

### Na emigracji
Po przegranej kampanii wrześniowej 1939 na uchodźstwie znalazło się dużo starszyzny harcerskiej, wśród niej członkowie naczelnych władz harcerskich, włącznie z przewodniczącym ZHP dr. Michałem Grażyńskim, który z Rumunii przybył do Paryża 9 października 1939. Tego samego dnia Grażyński utworzył Naczelny Komitet Wykonawczy ZHP, w skład którego (oprócz Grażyńskiego) weszli: wiceprzewodniczący ZHP gen. bryg. dr Józef Zając, hm. Maria Kapiszewska oraz komisarz międzynarodowy ZHP hm. Henryk Kapiszewski. Komitet, będąc reprezentacją ZHP, miał działać eksterytorialnie, podobnie jak Rząd Rzeczypospolitej. Powstanie Komitetu prezydent RP Władysław Raczkiewicz zaakceptował już 13 października 1939, gdy otrzymał pisemną wiadomość od Grażyńskiego. Komitet został w listopadzie 1939 uznany przez Światowe Biuro Skautowe za reprezentację ZHP. W ciągu pierwszych kilkunastu tygodni działalności Komitet uzyskał bardzo wiele dla harcerstwa polskiego zarówno w kraju, jak i na obczyźnie.
Po ewakuacji do Wielkiej Brytanii, 22 grudnia 1940 w Perth z udziałem 36 instruktorów harcerskich odbyła się konferencja, na której wybrano 19 instruktorów (włącznie z Olgą Małkowską) jako kandydatów na członków Tymczasowego Komitetu ZHP. Dwa dni później w posiadłości Castlemains koło Douglas na wyspie Man odbyło się zebranie 15 członków starszyzny z hm. Michałem Grażyńskim, ukonstytuował się Komitet Harcerski w Wielkiej Brytanii z siedzibą w Castlemains, spośród instruktorów wybranych na konferencji w Perth. Powstanie Komitetu było ważnym krokiem, gdyż w Wielkiej Brytanii rozwinęła się działalność drużyn harcerzy i harcerek, kręgów starszoharcerskich w wojsku.
Hm. Michał Grażyński wkrótce jako człowiek byłego reżimu sanacyjnego został przez rząd RP pozbawiony funkcji przewodniczącego ZHP, a następnie zesłany do Rothesay na wyspę Bute u wybrzeży Szkocji, gdzie umieszczano przeciwników rządu, wyższych oficerów bez przydziału itp. Grażyński zachował jednak tak wielki autorytet, że nikt inny nie podjął się objęcia funkcji przewodniczącego ZHP. Zwłaszcza że w kraju funkcję p.o. Przewodniczącego ZHP pełnił ks. hm. RP Jan Mauersberger, a następnie Tadeusz Kupczyński. W związku z tym kierowanie Komitetem przejęła hm. Olga Małkowska.
21 sierpnia 1942 Ministerstwo Spraw Wewnętrznych przyjęło listę członków Komitetu przesłaną przez Małkowską, zatwierdzając zakres działania i skład Komitetu jako Tymczasowego Komitetu Harcerskiego. Uznanie rządowe dla Komitetu umożliwiło uzyskanie subwencji na prowadzenie biur i działalności harcerskiej na terenie Wielkiej Brytanii. Dlatego też odbyte 16 stycznia 1943 w Londynie posiedzenie Komitetu zdecydowało się przenieść swoją siedzibę z Castlemains do Londynu. Uchwalono również regulamin wewnętrzny Komitetu. Gdy na początku kwietnia 1943 ppor. hm. Kazimierza Sabbata, będącego członkiem Komitetu, przeniesiono służbowo do Londynu, przewodnicząca Małkowska przybywająca w Castlemains zdecydowała, że Sabbat jako wiceprzewodniczący Komitetu będzie ją w zastępstwie reprezentował w Londynie. Zdecydowano się również zmienić nazwę Tymczasowy Komitet Harcerski na Komitet Naczelny ZHP na Czas Wojny. Organem wykonawczym Komitetu stało się biuro harcerskie w Londynie na czele z Sabbatem, który praktycznie był szefem harcerstwa polskiego czasu wojny poza granicami kraju, gdyż przewodnicząca Małkowska przebywała na stałe w Castlemains.

### W okupowanej Polsce (konspiracyjne struktury ZHP:Szare Szeregioraz Związek Koniczyn/Bądź Gotów)
- ks. hm. RP Jan Mauersberger – (27 września 1939 – 12 sierpnia 1942) – p.o. Przewodniczącego ZHP
  - Wanda Opęchowska – wiceprzewodnicząca
- Tadeusz Kupczyński (sierpień 1942 – 17 stycznia 1945) – p.o. Przewodniczącego ZHP
  - Wanda Opęchowska – wiceprzewodnicząca

## Przewodniczący ZHP po II wojnie światowej

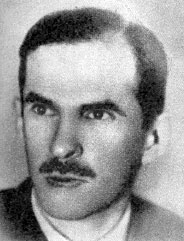
dr hm. Aleksander Kamiński

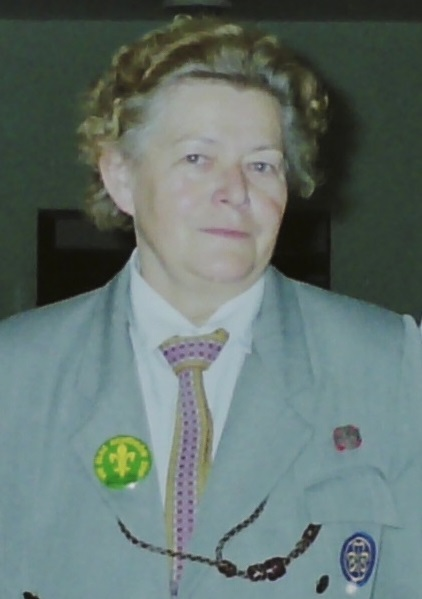
prof. zw. dr hab. hm. Maria Hrabowska

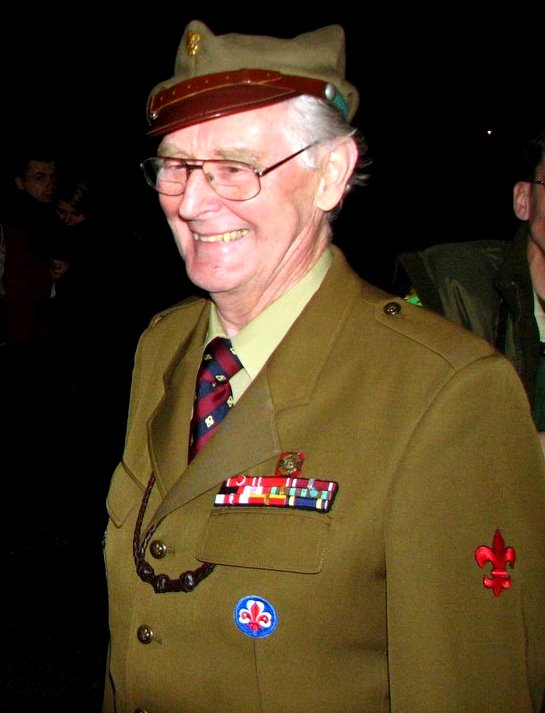
hm. Andrzej Borodzik

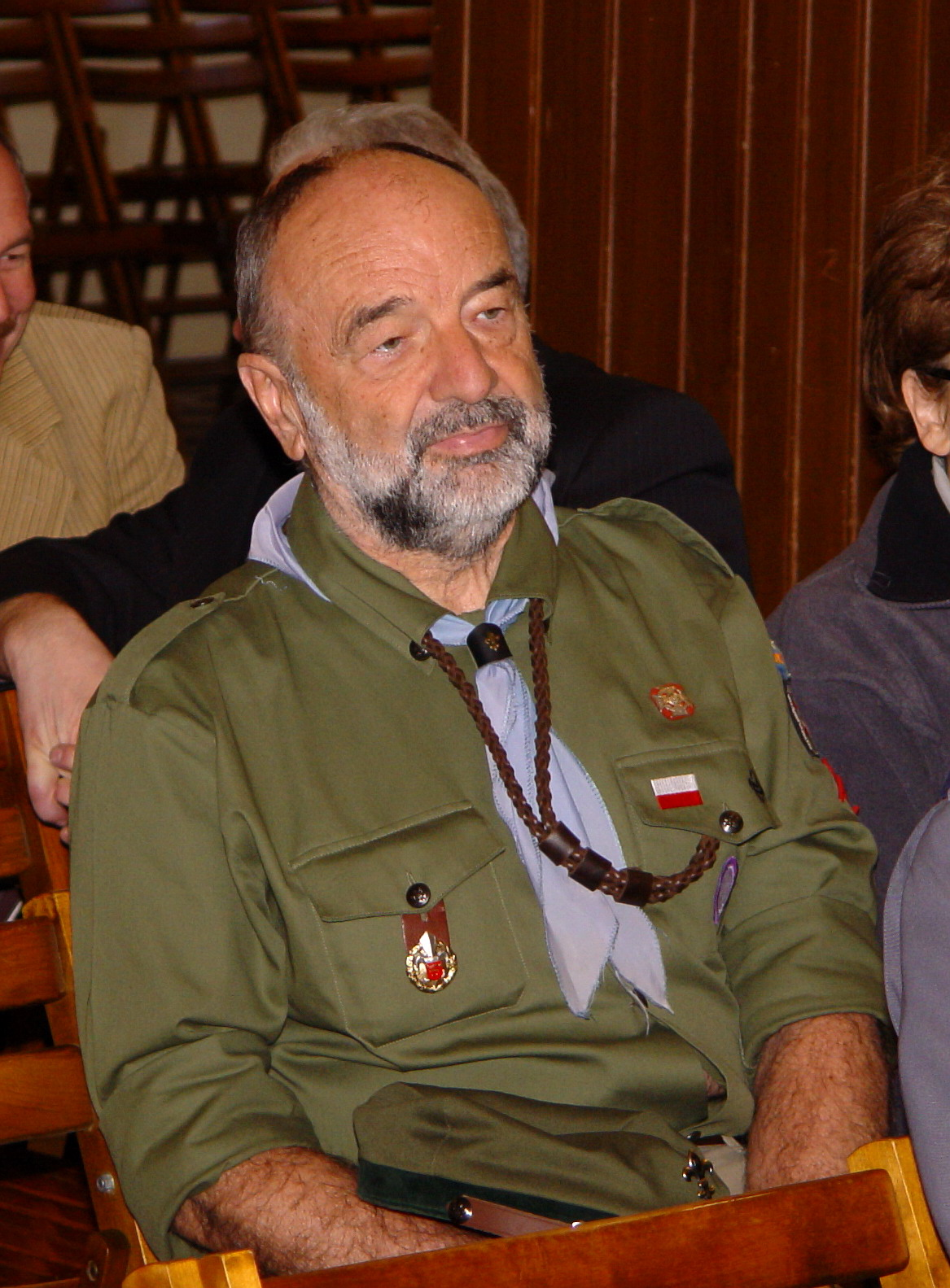
prof. zw. dr hab. hm. Adam Massalski

### Przewodniczący ZHP (1945-1950)
- hm. Stanisław Nowakowski (10 I – 20 V 1945[20])
  - phm. Tadeusz Nawrocki (10 I - 23 V 1945[21])
- hm. Janusz Wierusz-Kowalski (23 V 1945[22] – marzec 1948)
  - hm. Józef Sosnowski (24 V 1945[22] - marzec 1948) - wiceprzewodniczący
  - phm. Władysław Wieteska (24 V 1945[22] - 2 III 1946[22]) - wiceprzewodniczący
  - hm. Aleksander Kamiński (3 III 1946[22] - 1947) - wiceprzewodniczący
- hm. Józef Marian Sosnowski (marzec 1948 – 27 stycznia 1949[23])
- hm. Jerzy Berek (27 stycznia 1949[23]-1950)
  - hm. Wiktor Kleniewski (31 stycznia 1949[23] - 1950) - wiceprzewodniczący
  - hm. Pelagia Lewińska (31 stycznia 1949[23] - 1950) - wiceprzewodnicząca

### PrzewodniczącyNaczelnej Rady Harcerskiej
- dr hm. Aleksander Kamiński (grudzień 1956-1958)

### Przewodniczący ZHP (od 1990)
- hm. Stefan Mirowski (grudzień 1990 – 13 lipca 1996)
  - hm. Anna Zawadzka (1990-1993) – wiceprzewodnicząca
  - hm. Jarosław Balon – wiceprzewodniczący
  - hm. Wojciech Katner – wiceprzewodniczący
  - hm. Maria Łyczko – wiceprzewodnicząca
- prof. zw. dr hab. hm. Maria Hrabowska (1996–2001)
  - hm. Krzysztof Pater (1997–2001) – wiceprzewodniczący
- prof. zw. dr hab. hm. Wojciech Katner (2001 – 2 grudnia 2005)[24]
  - hm. Jacek Smura (2001 – 2 grudnia 2005) – wiceprzewodniczący
  - hm. Wanda Czarnota (2001 – 2 grudnia 2005) – wiceprzewodnicząca
- hm. Andrzej Borodzik (3 grudnia 2005 – 9 września 2007)[25]
  - hm. Mariusz Jachta (4 grudnia 2005 – 9 września 2007) – wiceprzewodniczący
  - hm. Anna Kirkiewicz (4 grudnia 2005 – 9 września 2007) – wiceprzewodnicząca
  - hm. Rafał Klepacz (4 grudnia 2005 – 9 września 2007) – wiceprzewodniczący
- prof. zw. dr hab. hm. Adam Massalski (9 września 2007 – 4 grudnia 2009)[26]
  - hm. Anna Kirkiewicz (9 września 2007 – 4 grudnia 2009) – wiceprzewodnicząca
  - hm. Andrzej Starski (9 września 2007 – 4 grudnia 2009) – wiceprzewodniczący
  - hm. Maciej Szafrański (9 września 2007 – 4 grudnia 2009) – wiceprzewodniczący
- prof. zw. dr hab. hm. Adam Massalski (ponownie, 5 grudnia 2009 – 6 grudnia 2013)[27]
  - hm. Rafał M. Socha (5 grudnia 2009 – 6 grudnia 2013) – wiceprzewodniczący
  - hm. Dariusz Supeł (5 grudnia 2009 – 6 grudnia 2013) – wiceprzewodniczący
- hm. Dariusz Supeł (6 grudnia 2013 – 8 grudnia 2017)[28]
  - hm. Marian Antonik (7 grudnia 2013 – 8 grudnia 2017) – wiceprzewodniczący
  - hm. Jolanta Kreczmańska (7 grudnia 2013 – 8 grudnia 2017) – wiceprzewodnicząca
- hm. Dariusz Supeł (9 grudnia 2017 – 20 maja 2022)
  - hm. Dorota Całka (9 grudnia 2017 – 20 maja 2022) – wiceprzewodnicząca
  - hm. Joanna Struś-Prokop (9 grudnia 2017 – 20 maja 2022) – wiceprzewodnicząca
  - hm. Jacek Kaflowski (9 grudnia 2017 – 20 maja 2022) – wiceprzewodniczący
- hm. Krzysztof Pater (od 21 maja 2022)[29]
  - hm. Aleksandra Gawlikowska-Sroka (od 21 maja 2022) - wiceprzewodnicząca
  - hm. Tomasz Huk (od 21 maja 2022)  - wiceprzewodniczący